# Drivhuspotentiale
Drivhuspotentiale (på engelsk global warming potential eller GWP) er et tal som angiver forholdet mellem hvor meget varmeenergi en bestemt mængde af en bestemt drivhusgas gennem et bestemt tidsrum fastholder i atmosfæren, og den varmeenergi som samme mængde kuldioxid gennem samme tidsrum fastholder. Drivhuspotentialet er dermed bl.a. et mål for, hvor meget andre drivhusgasser bidrager til den globale opvarmning sammenlignet med kuldixoid, hvis drivhuspotentiale pr. definition har værdien 1. Drivhuspotentialer udregnes over bestemte tidsrum, normalt 20, 100 eller 500 år. Tidsrummet er afgørende, for de forskellige drivhusgasser har forskellig levetid i atmosfæren, som vist i tabellen nedenfor.
| Drivhusgas                   | Levetid (år) | Drivhuspotentiale (dimensionsløs faktor) | Drivhuspotentiale (dimensionsløs faktor) |
| ---------------------------- | ------------ | ---------------------------------------- | ---------------------------------------- |
| Drivhusgas                   | Levetid (år) | 20 år                                    | 100 år                                   |
| Kuldioxid                    |              | 1                                        | 1                                        |
| Metan                        | 12,4         | 86                                       | 34                                       |
| HFC-134a (Hydrofluorocarbon) | 13,4         | 3.790                                    | 1.550                                    |
| CFC-11 (CFC-gas)             | 45           | 7.020                                    | 5350                                     |
| Lattergas (N2O)              | 121          | 268                                      | 298                                      |
| Tetrafluorkulstof (CF4)      | 50.000       | 4.950                                    | 7.350                                    |

Drivhuspotentialet for en bestemt drivhusgas styres især af to forhold:
- gassens evne til at absorbere infrarød stråling, mest i form af varmeudstråling fra jordens overflade,
- gassens levetid i atmosfæren, den tid der går før et gasmolekyle nedbrydes til et andet stof.

Højt drivhuspotentiale har derfor gasser, som kan absorbere store mængder infrarød stråling og som har lang levetid. Specielt interessant er her det atmosfæriske vindue, bølgelængdeintervallet omkring 3-15 mikrometer, hvor hverken vanddamp eller kuldioxid absorberer særlig megen stråling. Internationale klimaaftaler, som fx Kyoto-protokollen og Paris-aftalen, sigter bl.a. mod at begrænse mængden af drivhusgasser med højt drivhuspotentiale. 